# セルジュ・ブールギニョン
セルジュ・ブールギニョン（Serge Bourguignon、1928年9月3日 - ）は、フランスの映画監督、脚本家である。アカデミー賞外国語映画賞を受賞した『シベールの日曜日』の監督として知られる。

## 来歴
フランス・オワーズ県のメーニュレ＝モンティニに生まれる。1948年、20歳のときに、ジャン＝ピエール・メルヴィル監督の『恐るべき子供たち』の助監督を経験する。
1956年、短編映画『Sikkim, Terre secréte』で監督・脚本家としてデビュー。その後、3本の短編脚本を詩人で、ルチアーノ・エンメル監督の『ピカソ この天才を見よ Picasso』（1954年）のコメンタリーを執筆したクロード・ロワ（1915年 - ）と共同作業でつくり、演出する。
1962年、劇映画『シベールの日曜日』で長編デビュー。主演ハーディ・クリューガー。ブールギニョン自身が出演しているほか、同作の脚本家アントワーヌ・チュダルも顔を出している。
1963年4月1日から10日にかけて第3回フランス映画祭が東京都千代田区の東商ホールで開催された。『シベールの日曜日』のほか、ジャン＝ガブリエル・アルビコッコの『金色の眼の女』と『アメリカのねずみ』、『突然炎のごとく』『ミス・アメリカ パリを駆ける』『女はコワイです』『不滅の女』『地下室のメロディー』『地獄の決死隊』の計9本の長編と、短編映画『ふくろうの河』が上映された。ブールギニョン、フランソワ・トリュフォー、アレクサンドラ・スチュワルト、アラン・ドロン、マリー・ラフォレ、アルベール・ラモリス、フランソワーズ・ブリオンらは映画祭に参加するため3月28日に来日した。雑誌の企画により、ブールギニョンとトリュフォーは、市川崑、増村保造、川喜多かしことホテルニュージャパンで語り合った。
1985年、日仏合作映画『17才/Seventeen』を『瀬戸内少年野球団』（原作阿久悠）でブレイクしたばかりの佐倉しおり主演で撮っている。

## フィルモグラフィー

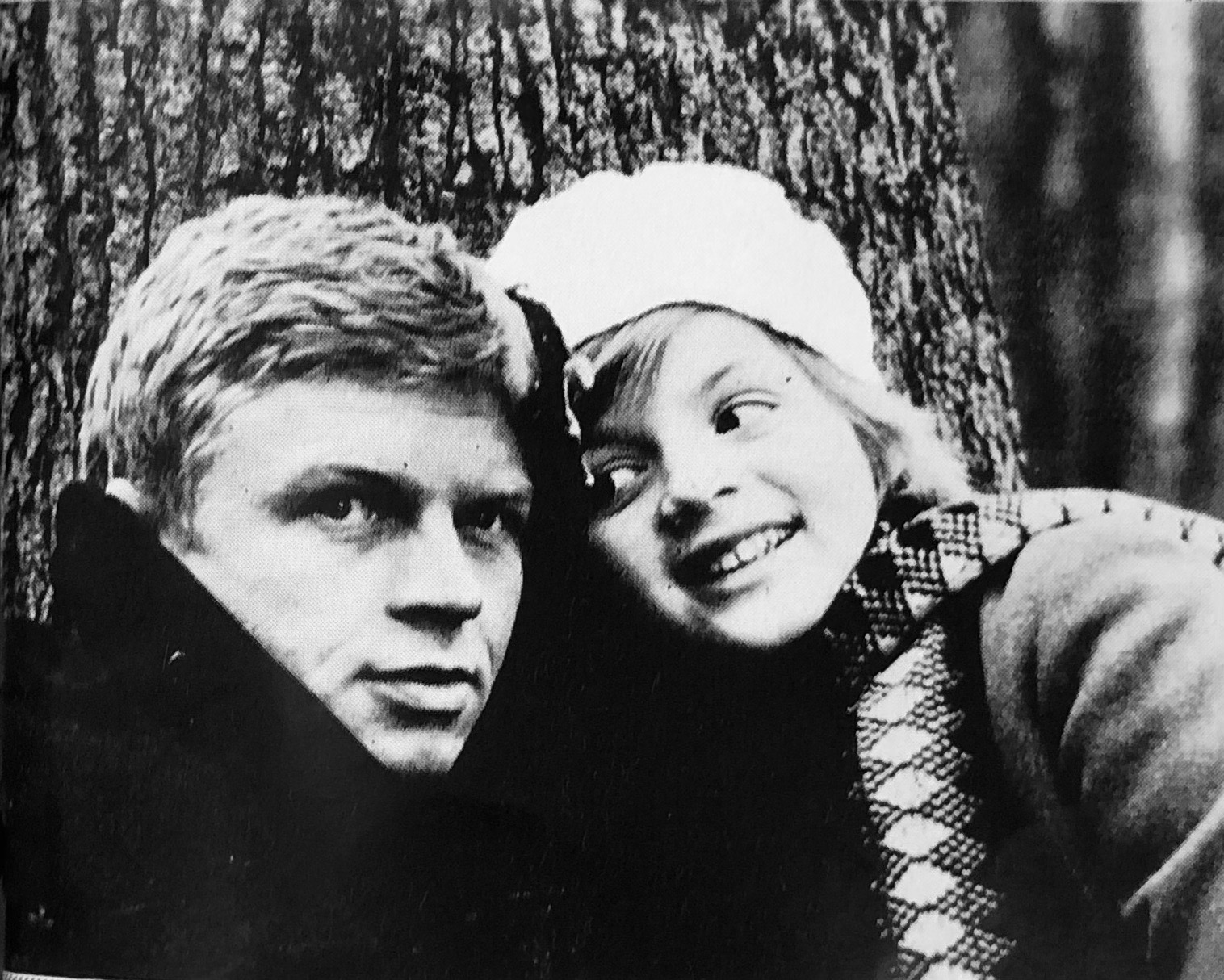
『シベールの日曜日』（1962年）

- Sikkim, Terre secréte　短編、監督・脚本 （1956年）
- Le Montreur d'ombres　短編、監督・脚本 （1959年） 共同脚本クロード・ロワ
- Escale　短編、監督・脚本 （1959年）共同脚本クロード・ロワ
- 微笑 Le Sourire　短編ドキュメンタリー、監督・脚本 （1960年）共同脚本クロード・ロワ、音楽ジョルジュ・ドルリュー
- シベールの日曜日 Les Dimanches de Ville d'Avray　監督・脚本 （1962年）共同脚本アントワーヌ・チュダル、撮影アンリ・ドカエ、音楽モーリス・ジャール、美術デザイナーベルナール・エヴァン。
- メキシコで死ね The Reward　監督・脚本 （1965年）主演マックス・フォン・シドー、音楽エルマー・バーンスタイン
- セシルの歓び À cœur joie　監督・脚本 （1967年）主演ブリジット・バルドー
- The Picasso Summer　監督・脚本（アメリカ映画、1969年）共同監督ロベール・サラン、撮影ヴィルモス・ジグモンド/アンリ・アルカン、音楽ミシェル・ルグラン
- Mon royaume pour un cheval　ドキュメンタリー、監督（1978年）※タイトルは『リチャード三世』の「馬のかわりにわが王国をくれてやる！」（小田島訳）という王の台詞から。
- 17才/Seventeen Fascination　監督・脚本（日仏合作、1985年）主演佐倉しおり、音楽モーリス・ジャール
- Impressions d'Extrême océan: l'Australie　監督（1992年）